# Frans Brands
Frans Brands (Berendrecht, 31 mei 1940 - Blankenberge, 9 februari 2008) was een Belgisch wielrenner. In zijn geboortedorp Berendrecht werd er na zijn carrière een straat naar hem genoemd. 

## Belangrijkste overwinningen
1959
- 1e etappe Sex-Dagars

1963
- 6e etappe deel B Dauphiné Libéré

1963
- 18e etappe Ronde van Frankrijk
- 2e etappe Ronde van Catalonië

1964
- München-Zürich
- GP Stad Vilvoorde
- Omloop Hageland-Zuiderkempen

1965
- Draai van de Kaai
- 8e etappe Ronde van Italië
- Nationale Sluitingsprijs

1966
- Omloop van West-Brabant

1967
- Omloop der drie Proviniciën
- 1e etappe Ronde van Luxemburg
- Eindklassement Ronde van Luxemburg

1968
- Nokere Koerse
- Nationale Sluitingsprijs

## Resultaten in voornaamste wedstrijden
| Jaar | Ronde van Italië | Ronde van Frankrijk | Ronde van Spanje |
| ---- | ---------------- | ------------------- | ---------------- |
| 1963 |                  | 25e (1)             |                  |
| 1964 | opgave           | 70e                 |                  |
| 1965 | 15e (1)          | 8e                  |                  |
| 1966 |                  | 33e                 |                  |
| 1967 | 28e              | 13e                 |                  |
| 1968 | opgave           | 34e                 |                  |
| 1969 |                  |                     |                  |
| 1972 |                  |                     |                  |

| Jaar | Milaan-San Remo | Gent-Wevelgem | Ronde van Vlaanderen | Parijs-Roubaix | Amstel Gold Race | Luik-Bast.‑Luik | Waalse Pijl | Parijs-Brussel | Brabantse Pijl |
| ---- | --------------- | ------------- | -------------------- | -------------- | ---------------- | --------------- | ----------- | -------------- | -------------- |
| 1963 | 71e             | 42e           |                      | 19e            |                  |                 |             | 17e            |                |
| 1964 | 67e             | 48e           | 29e                  |                |                  |                 | 17e         |                |                |
| 1965 |                 |               |                      |                |                  |                 | 26e         | 39e            |                |
| 1966 | 99e             |               |                      | 17e            |                  |                 | 30e         | 22e            |                |
| 1967 |                 |               | 33e                  |                |                  |                 | 45e         |                | 8e             |
| 1968 |                 |               |                      | 11e            |                  | 28e             | 39e         |                |                |
| 1969 |                 |               |                      |                | opgave           |                 | 52e         |                |                |
| 1972 |                 | 77e           |                      |                |                  |                 |             |                |                |